# Monte-Klasse (2004)
Die zehn Monte-Klasse-Kühlcontainerschiffe übernehmen einen wichtigen Anteil der Kühlladungsdienste der Reederei Hamburg Süd. Sie fuhren ursprünglich unter deutscher Flagge mit Heimathafen Hamburg.

## Geschichte

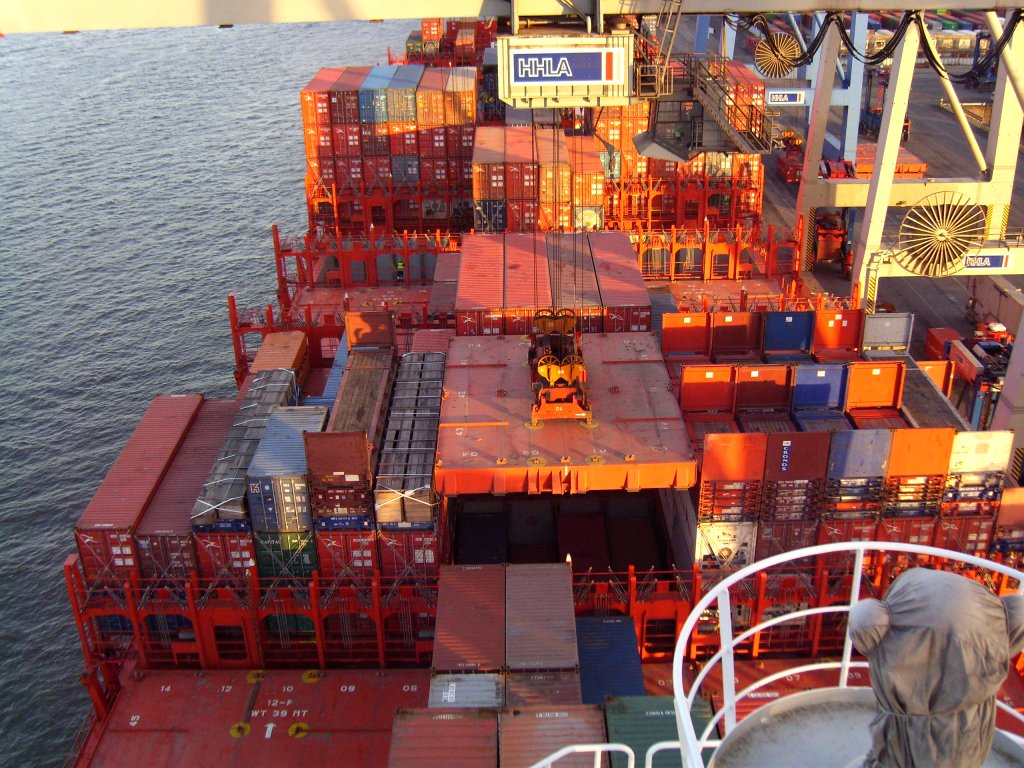
Die Luke wird mit der Containerbrücke geöffnet

Die Reederei Hamburg-Süd stellte 1928 die erste Monte Cervantes in Dienst und nahm 1982 eine weitere Monte Cervantes in Fahrt. Das Typschiff Monte Cervantes der 2004 begonnenen Monte-Klasse ist damit dritte Namensträgerin.
Ursprünglich war der Bau von sechs Schiffen dieses Typs geplant, letztlich erstellte die südkoreanische Werft Daewoo Shipbuilding & Marine Engineering zwischen 2004 und 2009 zehn Schiffe des Typs. Die 2007 in Dienst gestellte Monte Tamaro war das erste Schiff der zweiten Serie. Die Baureihe wurde mit der im Mai 2009 getauften Monte Aconcagua beendet. Sie werden in der Südamerikafahrt eingesetzt, für den sie mit einer besonders großen Zahl an Kühlcontaineranschlüssen versehen wurden.
Seit 2008 wurde mit der Rio-Klasse eine um eine Containerbucht verlängerte und auf 5.900 TEU vergrößerte Variante des Schiffstyps für die Hamburg-Süd gebaut.

## Technik

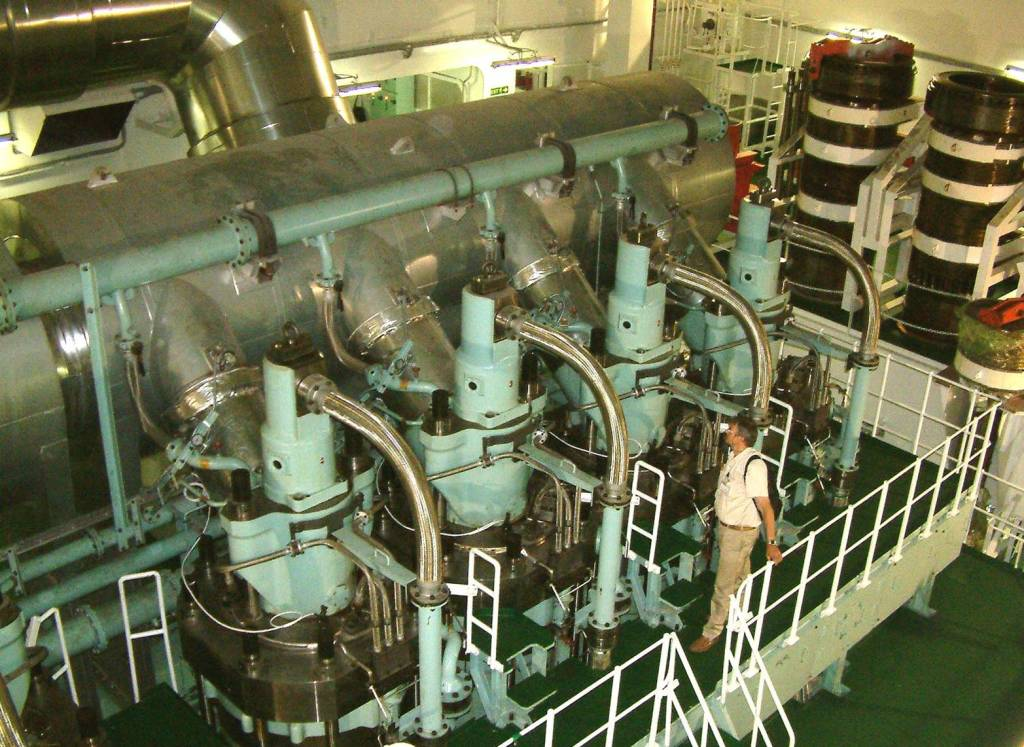
Blick auf Zylinderköpfe und Auslassventile des Hauptmotors (Zweitakt-Dieselmotor) der Monte-Klasse

Die Schiffe der Monte-Klasse sind, wie alle Kühlcontainerschiffsneubauten der Reederei Hamburg-Süd, seit dem im Jahr 2000 mit dem Bau der Cap San-Klasse erfolgten Paradigmenwechsel, für den Transport von Integral-Kühlcontainern ausgelegt. Von den 5.552 TEU Containerkapazität können an 1.365 Kühlcontaineranschlüssen etwa 2.450 TEU an Kühlcontainern transportiert werden.

## Die Schiffe
| Monte-Klasse    | Monte-Klasse | Monte-Klasse | Monte-Klasse | Monte-Klasse                                         | Monte-Klasse                                | Monte-Klasse                               |                                               |
| Bauname         | Bau- nummer  | IMO-Nummer   | Flagge       | Kiellegung Stapellauf Fertigstellung                 | Umbenennungen und Verbleib                  | Taufe                                      | Bild                                          |
| --------------- | ------------ | ------------ | ------------ | ---------------------------------------------------- | ------------------------------------------- | ------------------------------------------ | --------------------------------------------- |
| Monte Cervantes | 4096         | 9283186      | →            | 23. Februar 2004 15. Mai 2004 29. Juli 2004          | P&O Nedlloyd Salsa → Monte Cervantes (2006) | 15. Juli 2004 in Okpo, Südkorea            |                                               |
| Monte Olivia    | 4097         | 9283198      | →            | 17. Mai 2004 30. Juli 2004 15. Oktober 2004          | Maersk Monte Olivia (2024)                  | 8. Oktober 2004                            |                                               |
| Monte Pascoal   | 4098         | 9283203      | →            | 9. August 2004 30. Oktober 2004 4. Januar 2005       | P&O Nedlloyd Lambada → Monte Pascoal (2006) | 10. Dezember 2004                          |                                               |
| Monte Rosa      | 4099         | 9283215      | →            | 1. November 2004 8. Januar 2005 14. März 2005        | Maersk Monte Rosa (2024)                    | 11. März 2005 in Okpo, Südkorea            | Heckansicht                                   |
| Monte Sarmiento | 4100         | 9283227      | →            | 27. Dezember 2004 2. April 2005 3. Juni 2005         | Maersk Monte Alto (2024)                    | 19. Mai 2005 in Okpo, Südkorea             |                                               |
| Aliança Mauá    | 4101         | 9283239      | →            | 27. Dezember 2004 18. Juni 2005 10. August 2005      | Monte Verde (2011)                          | 10. November 2005 in Santos, Brasilien     | Monte Verde 2021 im Hamburger Hafen bei Nacht |
| Monte Tamaro    | 4121         | 9357949      | →            | 26. Juni 2007 22. September 2007 30. November 2007   | so in Fahrt                                 | 27. November 2007 in Okpo, Südkorea        |                                               |
| Monte Azul      | 4066         | 9348053      | →            | 6. August 2007 17. Mai 2008 10. Oktober 2008         | so in Fahrt                                 | 10. September 2008 in Mangalia, Rumänien   | Monte Azul 2020 im Hamburger Hafen            |
| Monte Alegre    | 4067         | 9348065      | →            | 22. Oktober 2007 6. September 2008 12. Dezember 2008 | so in Fahrt                                 | 22. März 2009 in Buenos Aires, Argentinien |                                               |
| Monte Aconcagua | 4068         | 9348077      | →            | 18. Februar 2008 23. November 2008 17. März 2009     | so in Fahrt                                 | 29. Mai 2009 in Hongkong                   |                                               |